# Alfabeto ávaro
O Alfabeto Avar é a forma gráfica do idioma Avar. Ao longo da história sofreu várias alterações. Atualmente opera em cirílico.

## História
Os registros mais antigos da escrita avar datam do séculos XII. Na região de Cunzaque, no Daguestão, foram encontradas inscrições em cruzes e placas de pedra. Essas inscrições estavam em georgiano.

### Escrita em árabe
O árabe chegou no Daguestão junto do Islã. O registro mais antigo da escrita árabe avar, é uma inscrição na vila de Coroda, na região de Gunibe, que data do século XIV. O manuscrito avar mais antigo é do final do século XV, em árabe.
No século XVI, o idioma avar começou a se difundir pelo Daguestão. Existem manuscritos que vão do século XVI até o XIX em árabe, o que mostra que a grafia árabe já naquela época era bastante difundida.
No final do século XVIII, Dibir Cadi, reformou o alfabeto árabe, adaptando-o às características fonéticas da língua avar. Este alfabeto é chamado Ajami. No entanto, havia várias deficiências, que foram sofreram tentativas de correção. Assim, no século XIX houve uma proposta na comissão especial local para a inserção do sinal ڸ para indicar o lateral.
Em 1884, o primeiro livro impresso em avar foi publicado em Istambul, usando grafia árabe, e a publicação de livros começou no Daguestão; Os livros em avar foram impressos principalmente em Temir Cã Xur. O alfabeto árabe avar era o seguinte:
| ا | ب | پ | ت | ث | ج | چ | چّ | خ | خّ |
| ح | د | ر | ز | زّ | س | سّ | ش | شّ | ص |
| صّ | ط | ظ | ع | غ | ف | ۊ | ۊّ | ک | کّ |
| ڸ | ل | لّ | م | ن | و | ﻫ | ى |   |   |

Na década de 1920, o alfabeto árabe para o idioma Avar foi reformado - foram introduzidas letras para várias consoantes avar específicas, bem como sinais de vogais que não estavam no alfabeto árabe tradicional. O alfabeto reformado foi chamado de “novo ajam” e foi usado até 1928.

### Escrita em ulsar (variante do cirílico)
Na década de 1860, após a anexação do Daguestão ao Império Russo , o etnógrafo e poliglota P. K. Uslar compilou a primeira gramática avar (impressa em 1889). Nesta gramática, foi usado um alfabeto cirílico modificado com a adição de várias letras latinas e georgianas. Em 1865, o primeiro livro avar no Alfabeto Ulsar foi impresso em Tiflis. Na década de 1860, vários livros apareceram neste alfabeto. Ao mesmo tempo, foram feitas tentativas para introduzir esse alfabeto na esfera da educação escolar, mas sem sucesso.
No entanto, no futuro, o Alfabeto de Uslar encontrou alguma aplicação. Em particular, a tradução Avar do Evangelho de João (49 folhas) é registrada no Alfabeto Uslar.

### Escrita em latim
em 1923, na conferência dos povos muçulmanos em Piatigorsk, a questão foi levantada sobre a transição das línguas do Daguestão para o alfabeto latino. Contudo, essa questão foi tratada como prematura - o clero e os intelectuais se opuseram fortemente ao alfabeto latino. Novamente, essa questão foi levantada em 1926. Em fevereiro de 1928, o 2º plenário conjunto do comitê regional e o Conselho dos Comissários do Povo da República Socialista Soviética Autônoma do Daguestão estabeleceu a tarefa de desenvolver alfabetos latinos para os povos da república, incluindo os ávaros. No mesmo ano, o alfabeto foi compilado e aprovado. De acordo com a decisão do Comitê Executivo Central da República Socialista Soviética Autônoma do Daguestão, em 1 de outubro de 1930, o alfabeto avar latinizado tornou-se o único aceitável para uso em todas as esferas oficiais.
Primeira Forma de Realização Avarian latinizado alfabeto tinha tampões e parecia: a, b, c, d, e, g, ƣ, H, H, ⱨ, i, j, k, ⱪ, l, m, n, o, p, q, ꝗ, r, s, s, ꞩ, t, u, v, x, z, ⱬ, Z. Em 1932, o alfabeto foi reformado - as letras maiúsculas e as letras F, f e Ç foram introduzidas. Como resultado, o alfabeto assumiu a seguinte forma:
| A a | B b | C c | Ç ç | D d | E e | G g | Ƣ ƣ | H h | ħ   |
| Ⱨ ⱨ | I i | J j | K k | Ⱪ ⱪ | L l | Ļ   | Ꝉ   | M m | N n |
| O o | P p | F f | Q q | Ꝗ ꝗ | R r | S s | Ş ş | Ꞩ ꞩ | T t |
|     | U u | V v | X x |     |     | Z z | Ⱬ ⱬ | Ƶ ƶ |     |

### Escrita em cirílico
No final da década de 1930, se iniciou um processo na URSS que ficou conhecido como "cirilização". Durante esse processo, em 5 de janeiro de 1938, o departamento do comitê regional do Daguestão do PCUS decidiu traduzir os alfabetos dos povos do Daguestão no alfabeto cirílico. Em 8 de fevereiro, esta decisão foi aprovada pelo Comitê Central do Daguestão ASSR. Em 10 de fevereiro, o novo alfabeto avar foi publicado no jornal Daguestão Pravda.
Posteriormente, pequenas alterações foram feitas no alfabeto (a letra ё ё foi introduzida e a letra T foi excluída). Em dezembro de 1952 na Sessão Científica do Instituto de história, língua e literatura do Daguestão da Academia de Ciências da URSS, foi decidido colocar em Avar letra do alfabeto LӀ lӀ (séries laterais um fonema), e combinações de letras tsӀtsӀ , chӀchӀ e kӀkӀ substituído por ts , aquele cujo e Ӏk respectivamente. No entanto, esta decisão não foi implementada. Em 1993, essa questão, entre outras, foi novamente discutida em uma conferência sobre os problemas de normalização de idiomas escritos no IYALI DSC RAS onde, em particular, foi proposto substituir tsӀtsӀ e chӀchӀ em tsII e hII ou ts e h. Este projeto também não foi implementado.
Após as alterações os alfabeto avar está assim:
| А а | Б б   | В в | Г г   | Гъ гъ | Гь гь | ГӀ гӀ | Д д   | Е е   | Ё ё   | Ж ж | З з   |
| И и | Й й   | К к | Къ къ | Кь кь | КӀ кӀ | Л л   | Лъ лъ | М м   | Н н   | О о | П п   |
| Р р | С с   | Т т | ТӀ тӀ | У у   | Ф ф   | Х х   | Хъ хъ | Хь хь | ХӀ хӀ | Ц ц | ЦӀ цӀ |
| Ч ч | ЧӀ чӀ | Ш ш | Щ щ   | Ъ ъ   | Ы ы   | Ь ь   | Э э   | Ю ю   | Я я   |     |       |

## Tabela de correspondência histórica do alfabeto
| Atual  | Cirílico Inicial | Ulsar | Latim | Árabe      |
| ------ | ---------------- | ----- | ----- | ---------- |
| а      | a                | а     | a     | آ ,ا       |
| б      | b                | б     | b     | ب          |
| в      | w                | в, у  | v     | و          |
| г      | g                | г     | g     | گ ,ڲ       |
| гъ     | ʁ                | ӷ     | ƣ     | غ          |
| гь     | h                | h     | h     | ﻫ          |
| гI     | ʕ                | ꜧ     | ⱨ     | ع          |
| д      | d                | д     | d     | د          |
| е      | e, je-           | е     | e, je | اِ ,اه      |
| ж      | ʒ                | ж     | ƶ     | ج ,ڗ       |
| з      | z                | з     | z     | ز          |
| и      | i                | i     | i     | اى ,اِ      |
| й      | j                | j     | j     | ى          |
| к      | k                | к     | k     | ک          |
| (кк)   | k:               | кّ     | kk    | ک ,کّ       |
| къ     | q’               | q     | q     | ق          |
| кь     | tɬ’              | ດ     | ꝗ     | ق ,ڸّ ,ۊّ ,ڨ |
| кI     | k’               | қ     | ⱪ     | گ ,ڲ ,ک    |
| (кӀкI) | k’:              | хّ     | ⱪⱪ    | کّ          |
| л      | l                | л     | l     | ل          |
| лъ     | tɬ, ɬ            | ɳ     | ļ     | ڸ          |
| (лълъ) | tɬ:, ɬ:          | ɳ̍, ɳّ  | ꝉ, ļļ | ڸّ ,ڸ       |
| м      | m                | м     | m     | م          |
| н      | n                | н     | n     | ن          |
| о      | o                | о     | o     | او         |
| п      | p                | п     | p     | ف ,پ       |
| р      | r                | р     | r     | ر          |
| с      | s                | ç     | s     | س          |
| (сс)   | s:               | с     | ss    | صّ ,ص       |
| т      | t                | т     | t     | ت          |
| тI     | t’               | ҭ     | ƫ     | ط          |
| у      | u                | у     | u     | او         |
| ф      | f                |       | f     | ف          |
| х      | χ                | x     | x     | خ          |
| (хх)   | χ:               | х̍     | xx    | خّ          |
| хъ     | q                | k     | ӿ     | څ ,خّ       |
| хь     | x                | h     | ҳ     | ؼ ,کّ       |
| хI     | ћ                | h̑     | ћ     | ح          |
| ц      | ʦ                | ꚑ     | s     | ڝ ,ز       |
| (цц)   | ʦ:               | ц     | ss    | زّ ,ز       |
| цI     | ʦ’               | ц̓     | ⱬ     | ڗ ,ز ,زّ    |
| (цӀцI) | ʦ’:              | ц     | ⱬⱬ    | ژّ          |
| ч      | ʧ                | ч     | c     | ج ,چ       |
| (чч)   | ʧ:               | ч̍     | cс    | ش ,چ ,چّ    |
| чI     | ʧ’               | чّ     | ç     | چ ,چّ ,ڃ    |
| (чӀчI) | ʧ’:              | ч̓     | çç    | چّ          |
| ш      | ʃ                | ш     | ş     | ش          |
| щ      | ʃː               | ш     | şş    | شّ          |
| ъ      | ʔ                |       | ’     |            |
| э      | e                | е     | e     | اه         |
| ю      | ju               |       | ju    |            |
| я      | ja               |       | ja    |            |

## Literatura
- dibirop m. avar alipba. — Махач-Кала, 1928.
- Şahnazarov Ħ. Avar alif. — Maħac-Ӿala, 1935.
- Исаев М. И. Языковое строительство в СССР. — М.: Наука, 1979. — 352 с. — 2650 экз.
- Атаев Б. М. Аварцы: история, язык, письменность. — Махачкала, 1996.
- Атаев Б. М. Формирование и развитие аварского литературного языка. Автореферат диссертации на соискание учёной степени доктора филологических наук. — Институт языкознания РАН, 1998. — 45 с.
- Алексеев М. Е. Аварский язык. — Языки Российской Федерации и соседних государств. — М.: Наука, 2001. — Т. I. — 432 с. — 385 экз. — ISBN 5-02-022647-5.
- Исаев А. А., Магдиев С. Я., Маламагомедов Д. М., Оразаев Г. М. Каталог рукописей и фрагментарных записей на языках народов Дагестана, хранящихся в Рукописном фонде ДНЦ РАН. — Мх., 2008. — 204 с.